# Островной виреон
Островной виреон (лат. Vireo bairdi) — вид воробьинообразных птиц из семейства виреоновых. Видовое латинское название дано в честь американского орнитолога Спенсера Бэрда (1823—1887). Эндемик мексиканского острова Косумель, расположенного у побережья Юкатана, где встречаются довольно часто.

## Описание
Длина тела 11,5—12,5 см. Вес 11,2—14,6 г. Корона на голове птицы тёмно-каштаново-коричневого цвета. Вокруг глаза широкое кольцо.

## Биология
В 2009 году было обнаружено три гнезда, похожих на гнёзда других виреонов. Данные о рационе отсутствуют.

### Вокализация
Песня представляет собой серию из 3—10 назальных нот. Она напоминает таковую у V. griseus.
МСОП присвоил виду охранный статус NT.